# 184
| [ Edytuj tabelę ] |                        |
| Cesarz Chin       | - 168 Han Lingdi 189   |
| Władca Korei      | - 179 Kogukch’ŏn 197   |
| Papież            | - 175 Eleuteriusz 189  |
| Król Partów       | - 147 Wologazes IV 191 |
| Cesarz Rzymu      | - 180 Kommodus 192     |

Rok 184 / CLXXXIV
stulecia: I wiek ~
II wiek ~
III wiek

lata: 174 «
179 «
180 «
181 «
182 «
183 «
184
» 185
» 186
» 187
» 188
» 189
» 194

## Wydarzenia
Azja
- Rozpoczęło się powstanie Żółtych Turbanów w Chinach, początek upadku dynastii Han.

Europa
- Ataki plemion z północnej Brytanii.

## Urodzili się
- Guo Nüwang, chińska cesarzowa (zm. 235).